# Pita giros
|  | No s'ha de confondre amb Suvlaki. |

Pita giros (grec: πίτα γύρος) és un plat de carrer grec consistent en carn giros rostida amb tomàquet, ceba i alguna salsa dins d'un pa de pita farcit. Quan la carn és de porc, la salsa que l'acompanya és normalment tzatziki, i quan és de pollastre, sol ser mostassa.
Fora de Grècia, sovint s'utilitza la paraula giros per a fer referència al plat preparat, i no només a la carn.
Com el xauarma de l'Orient Pròxim o els tacos al pastor mexicans, el pita giros ha derivat del döner kebab turc, inventat a Bursa en el segle xix.
La paraula grega γύρος ("girar") és un calc del significat en turc de döner kebab. De fet, la paraula ντόνερ (dóner) s'utilitzava abans en Grècia per a referir-se al pita giros.

## Orígens
El més probable és que el pita giros fóra introduït a Grècia, pel port del Pireu, al voltant dels anys cinquanta per un cuiner originari d'Istanbul. Però també hi ha la teoria que va ser introduït per Tessalònica els anys setanta.

## Preparació
Per a preparar el giros, es punxen moltes rodanxes grans de carn en una broqueta vertical, que va girant al costat d'una font de calor, normalment un forn o grill vertical elèctric o de gas. El procés es pot controlar variant la intensitat de la calor i la distància de la broqueta per a permetre rostir més de pressa o menys, depenent de les necessitats. Quan la carn està rostida, es fan talls prims amb l'ajuda d'un ganivet especial i se serveix en un pa de pita calent amb verdures i alguna salsa. El pita i el giros són els ingredients bàsics; la resta depèn dels gustos de cadascú.